# Point Arena
Point Arena è una città costiera degli Stati Uniti d'America situata nella Contea di Mendocino, nello Stato della California. È a 50 km a Ovest di Hopland e ad un'altitudine di 36 m. Con solo 449 abitanti, Point Arena è una delle più piccole città della California. Si trova presso il recente Point Arena Stornetta Public Land National Monument. I fratelli Stornetta hanno ceduto 1665 ettari di terreno al governo degli Stati Uniti. Sono i discendenti di Antonio Stornetta di Sant'Antonino, (Canton Ticino, Svizzera) che è emigrato negli Stati Uniti nel XIX secolo.